# Blumengarten von Isfahan
Koordinaten: 32° 38′ 21″ N, 51° 41′ 55″ O

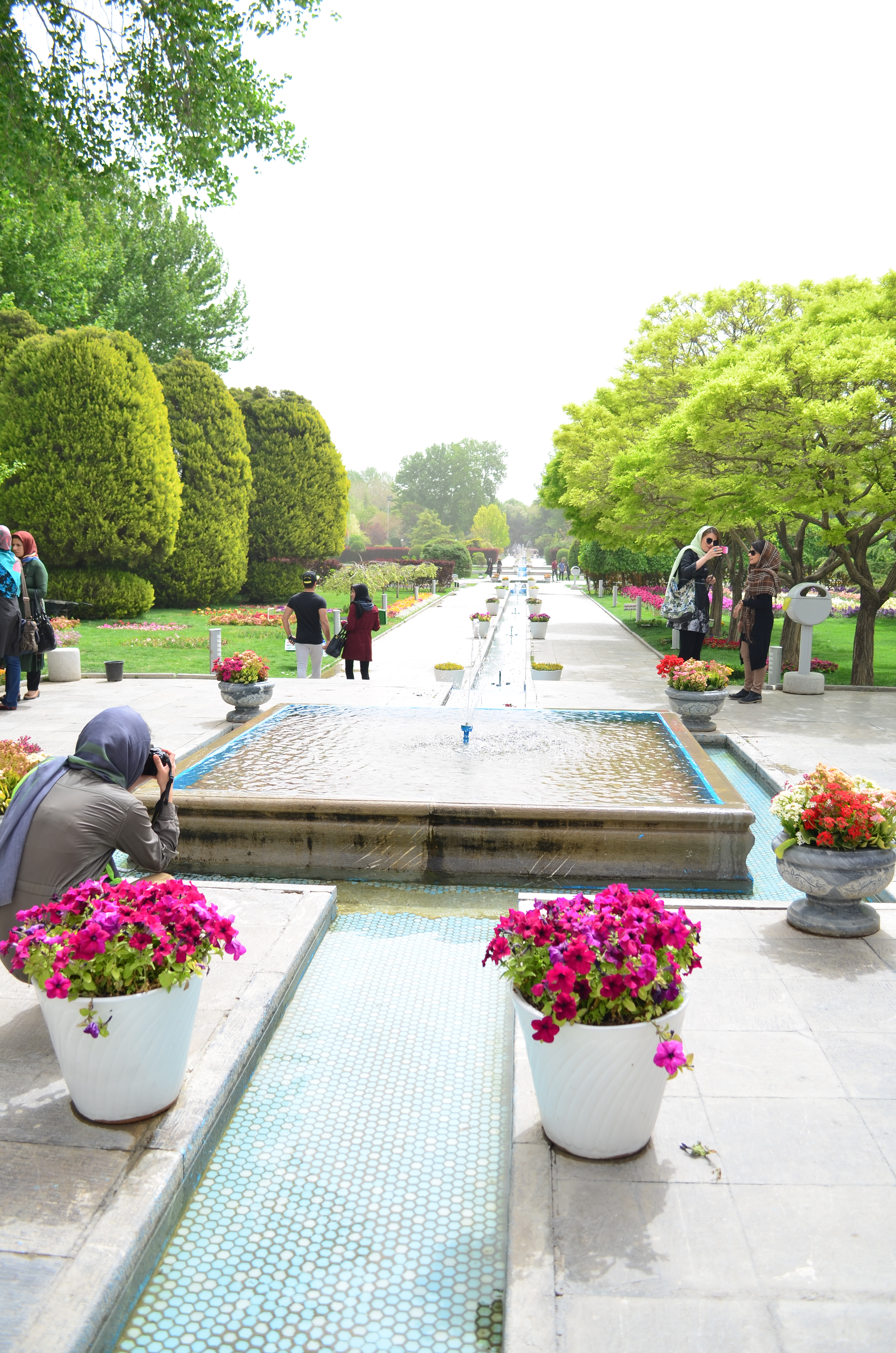
Der Blumengarten von Isfahan

Der Blumengarten von Isfahan (persisch باغ گلهای اصفهان Bagh e Golha je Esfahan, IPA:bɑɢ ɛ golhɑ jɛ ɛsfɑhɑn) war eines der großen Grünanlagenprojekte der Stadt Isfahan, welches in den 1990er Jahren umgesetzt wurde. Der Blumengarten erfüllt mehrere Verwendungszwecke, so als Freizeit-, Kultur- und Ausbildungszentrum, sowie als Forschungseinrichtung. Seine Bauten weisen iranisch-traditionelle architektonische Elemente auf.

## Die verschiedenen Teile des Gartens
Der Eingangspavillon ist 6 m × 9 m groß und 6 m hoch. Darin befindet sich ein Informationsbüro. Die Gartenlandschaft kann von der Plattform des ersten Stocks überblickt werden. Der zweite Stock besteht aus einer Halle für Film- und Diavorstellungen über diverse Pflanzenarten.
Der Steingarten hat eine Fläche von 2500 m2 und beherbergt etwa 250 Pflanzenarten der Gebirgsfloren. An der Ostseite des Steingartens befindet sich ein 4 m hoher Wasserfall. Daneben gibt es einen Teich mit Wasserpflanzen. Der Teich misst 3500 m2 und befindet sich an der Südostseite des Gartens. Weiterhin gibt es einen Spielplatz.
Verschiedene Pflanzenarten, so saisonale und dauerhafte Blumen sowie Ziersträucher prägen den Garten. Im Zentrum wurde ein teppichartiges Muster durch unterschiedliche Blumen entworfen. Die Gartenwege haben insgesamt eine Fläche von 5000 m2 und wurden mit den unterschiedlichen Arten von Granitsteinen bedeckt. Die Gartenwege wurden mit den Springbrunnen dekoriert. Das Rosarium spiegelt die unterschiedlichen Rosenarten, die im Iran angebaut werden. Aufgrund der Blumenknappheit im Winter wurde ein Gewächshaus mit einer Fläche von 700 m2 an der Nordostseite des Gartens gebaut. Der Garten für Küchenkräuter ist 1170 m2 groß und hat 132 Küchenkrautarten aus den verschiedenen Gebieten des Iran.